# Ông trùm quyền lực cuối cùng
Ông trùm quyền lực cuối cùng (The Last Don) là một cuốn tiểu thuyết của Mario Puzo - người hay được biết đến là tác giả của Bố già.
Câu chuyện xen kẽ giữa ngành công nghiệp điện ảnh và các sòng bạc ở dải Las Vegas, cho thấy mafia liên kết với nhau như thế nào.